# Matière épuisée
Une matière épuisée est le produit restant après l'extraction d'huile essentielle. Exemples : la vanille épuisée,,, le poivre épuisé.

## Intérêt
L'intérêt des matières épuisées réside dans le fait qu'elles sont beaucoup moins chères que leur équivalent non épuisé. Mais elles peuvent être dangereuses car l'extraction réalisée à l'aide de solvant n'est pas anodine, les matières épuisées pouvant retenir une proportion importante de solvant. La vanille peut être épuisée à l'hexane.
Grâce à un ingrédient épuisé, visuellement le produit a l'apparence de contenir l'ingrédient, et l'emballage peut mettre en avant l'ingrédient. On pourra ainsi voir la mention « vanille » écrite en gros, et dans la liste des ingrédients en petit « vanille épuisée ».